# Tanzsportweltmeisterschaft (Standardformation)

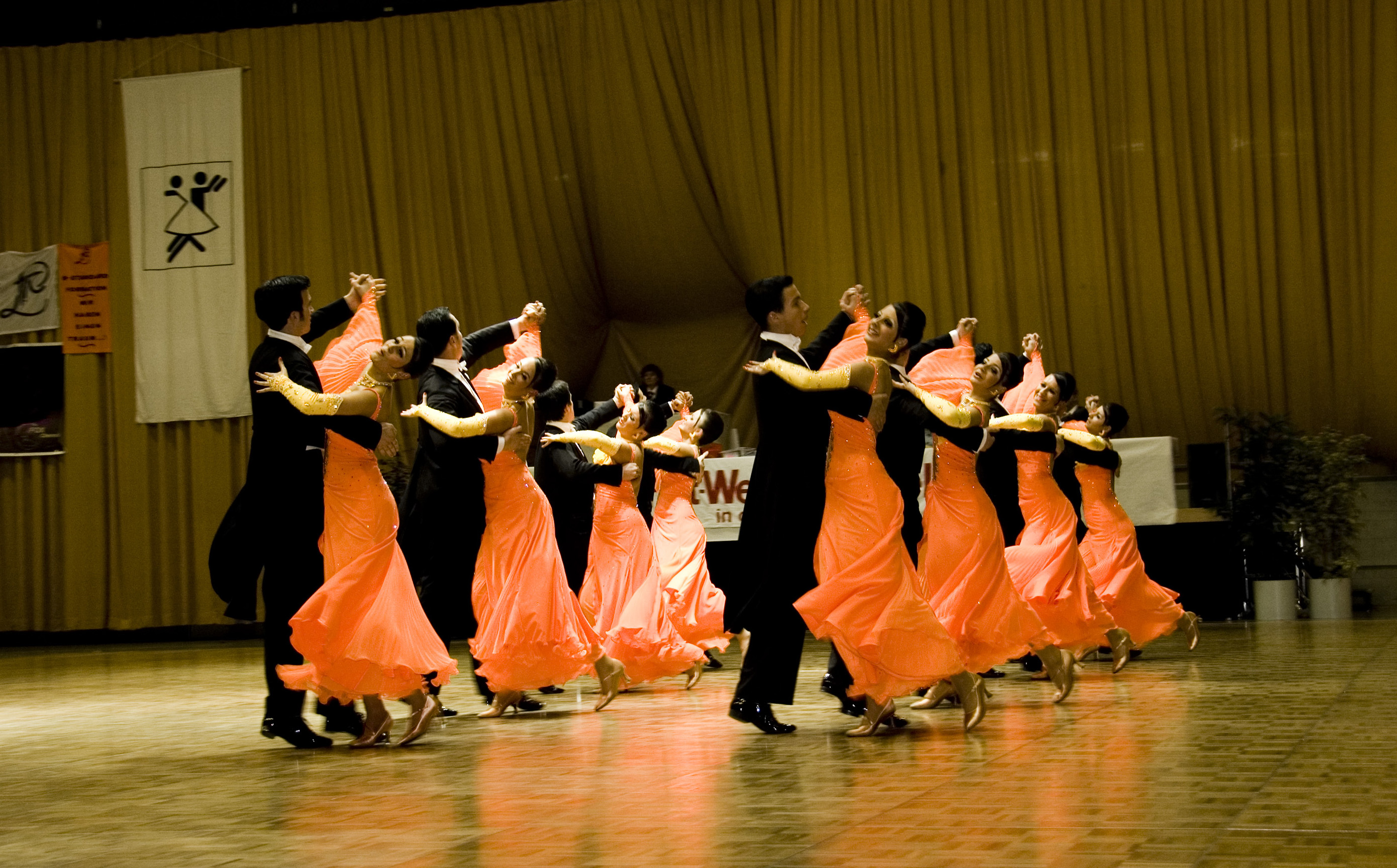
B-Standardformation des 1. TC Ludwigsburg, 2009

Tanzsportweltmeisterschaften der World DanceSport Federation (WDSF) in Standardformation werden seit 1973 durchgeführt. Die Formationen des 1. Tanzclubs Ludwigsburg und des Braunschweiger TSC konnten bisher jeweils elf Titel ertanzen, gefolgt von Vera Tyumen aus Russland mit sechs Titeln.

## Welt- und Vizeweltmeister (1973–2010)
| Jahr | Austragungsort                                    | Weltmeister                                       | Weltmeister                                       | Vizeweltmeister                                   | Vizeweltmeister                                   |
| Jahr | Austragungsort                                    | Land                                              | Team                                              | Land                                              | Team                                              |
| ---- | ------------------------------------------------- | ------------------------------------------------- | ------------------------------------------------- | ------------------------------------------------- | ------------------------------------------------- |
| 1973 |                                                   | Deutschland                                       | TTC Harburg                                       | Deutschland                                       | TD Rot-Weiß Düsseldorf                            |
| 1974 |                                                   | Deutschland                                       | TTC Harburg                                       | Deutschland                                       | TD Rot-Weiß Düsseldorf                            |
| 1975 | 1975 fand keine Weltmeisterschaft Standard statt. | 1975 fand keine Weltmeisterschaft Standard statt. | 1975 fand keine Weltmeisterschaft Standard statt. | 1975 fand keine Weltmeisterschaft Standard statt. | 1975 fand keine Weltmeisterschaft Standard statt. |
| 1976 | 1976 fand keine Weltmeisterschaft Standard statt. | 1976 fand keine Weltmeisterschaft Standard statt. | 1976 fand keine Weltmeisterschaft Standard statt. | 1976 fand keine Weltmeisterschaft Standard statt. | 1976 fand keine Weltmeisterschaft Standard statt. |
| 1977 |                                                   | Deutschland                                       | TD Rot-Weiß Düsseldorf                            | Deutschland                                       | TF Weiß-Blau Düsseldorf                           |
| 1978 | 1978 fand keine Weltmeisterschaft Standard statt. | 1978 fand keine Weltmeisterschaft Standard statt. | 1978 fand keine Weltmeisterschaft Standard statt. | 1978 fand keine Weltmeisterschaft Standard statt. | 1978 fand keine Weltmeisterschaft Standard statt. |
| 1979 |                                                   | Deutschland                                       | TF Weiß-Blau Düsseldorf                           | Deutschland                                       | TD Rot-Weiß Düsseldorf                            |
| 1980 |                                                   | Deutschland                                       | TF Weiß-Blau Düsseldorf                           | Deutschland                                       | TD Rot-Weiß Düsseldorf                            |
| 1981 |                                                   | Deutschland                                       | TF Weiß-Blau Düsseldorf                           | Niederlande                                       | Vida Formation Doetinchem                         |
| 1982 |                                                   | Deutschland                                       | TF Weiß-Blau Düsseldorf                           | Deutschland                                       | Saltatio Hamburg                                  |
| 1983 |                                                   | Deutschland                                       | TD Rot-Weiß Düsseldorf                            | Deutschland                                       | Saltatio Hamburg                                  |
| 1984 |                                                   | Deutschland                                       | TD Rot-Weiß Düsseldorf                            | Deutschland                                       | 1. TC Ludwigsburg                                 |
| 1985 | Berlin                                            | Deutschland                                       | 1. TC Ludwigsburg                                 | Deutschland                                       | Braunschweiger TSC                                |
| 1986 | Bremen                                            | Deutschland                                       | 1. TC Ludwigsburg                                 | Deutschland                                       | Braunschweiger TSC                                |
| 1987 | Oslo                                              | Deutschland                                       | 1. TC Ludwigsburg                                 | Deutschland                                       | Braunschweiger TSC                                |
| 1988 | Dortmund                                          | Deutschland                                       | 1. TC Ludwigsburg                                 | Deutschland                                       | Braunschweiger TSC                                |
| 1989 | Stuttgart                                         | Deutschland                                       | 1. TC Ludwigsburg                                 | Deutschland                                       | Braunschweiger TSC                                |
| 1990 | München                                           | Deutschland                                       | 1. TC Ludwigsburg                                 | Deutschland                                       | Braunschweiger TSC                                |
| 1991 | Berlin                                            | Deutschland                                       | Braunschweiger TSC                                | Deutschland                                       | 1. TC Ludwigsburg                                 |
| 1992 | Stuttgart                                         | Deutschland                                       | Braunschweiger TSC                                | Deutschland                                       | 1. TC Ludwigsburg                                 |
| 1993 | München                                           | Deutschland                                       | Braunschweiger TSC                                | Deutschland                                       | 1. TC Ludwigsburg                                 |
| 1994 | Braunschweig                                      | Deutschland                                       | Braunschweiger TSC                                | Deutschland                                       | 1. TC Ludwigsburg                                 |
| 1995 | Stuttgart                                         | Deutschland                                       | 1. TC Ludwigsburg                                 | Deutschland                                       | Braunschweiger TSC                                |
| 1996 | Berlin                                            | Deutschland                                       | 1. TC Ludwigsburg                                 | Deutschland                                       | Braunschweiger TSC                                |
| 1997 | Kishinev                                          | Moldau                                            | DSC Kodryanka Kishinev                            | Deutschland                                       | 1. TC Ludwigsburg                                 |
| 1998 | Braunschweig                                      | Deutschland                                       | TC Allround Berlin                                | Moldau                                            | DSC Kodryanka Kishinev                            |
| 1999 | Elbląg                                            | Polen                                             | Jantar Elbląg                                     | Deutschland                                       | TC Allround Berlin                                |
| 2000 | Braunschweig                                      | Deutschland                                       | Braunschweiger TSC                                | Moldau                                            | DSC Kodryanka Kishinev                            |
| 2001 | Berlin                                            | Moldau                                            | DSC Kodryanka Kishinev                            | Deutschland                                       | Braunschweiger TSC                                |
| 2002 | Kishinev                                          | Moldau                                            | DSC Kodryanka Kishinev                            | Russland                                          | Vera Tyumen                                       |
| 2003 | Stuttgart                                         | Moldau                                            | DSC Kodryanka Kishinev                            | Deutschland                                       | Braunschweiger TSC                                |
| 2004 | Braunschweig                                      | Deutschland                                       | Braunschweiger TSC                                | Moldau                                            | DSC Kodryanka Kishinev                            |
| 2005 | Elbląg                                            | Deutschland                                       | Braunschweiger TSC                                | Moldau                                            | DSC Kodryanka Kishinev                            |
| 2006 | Moskau                                            | Russland                                          | Vera Tyumen                                       | Moldau                                            | DSC Kodryanka Kishinev                            |
| 2007 | Stuttgart                                         | Deutschland                                       | 1. TC Ludwigsburg                                 | Russland                                          | Vera Tyumen                                       |
| 2008 | Kishinev                                          | Moldau                                            | DSC Kodryanka Kishinev                            | Deutschland                                       | 1. TC Ludwigsburg                                 |
| 2009 | Ludwigsburg                                       | Deutschland                                       | 1. TC Ludwigsburg                                 | Russland                                          | Vera Tyumen                                       |
| 2010 | Elbląg                                            | Polen                                             | Jantar Elbląg                                     | Deutschland                                       | Braunschweiger TSC                                |

## Weltmeisterschaften (ab 2011)

### WM 2011
Die Weltmeisterschaft im Formationstanz Standard fand am 26. November 2011 unter der Chairperson Manfred Ganster in Braunschweig, Deutschland statt. Bewertet wurde nach dem Majoritätssystem bzw. dem Skatingsystem des WDSF.
Finale
| Rang | Land        | Team                   |
| ---- | ----------- | ---------------------- |
|      | Deutschland | Braunschweiger TSC     |
|      | Polen       | ST Lotos Jantar Elbląg |
|      | Russland    | Vera Tyumen            |
| 4.   | Deutschland | 1. TC Ludwigsburg      |
| 5.   | Russland    | Impuls Cheliabynsk     |
| 6.   | Belarus     | TSC Univers Minsk      |

Zwischenrunde
| Rang      | Land        | Team                      |
| --------- | ----------- | ------------------------- |
| 7.        | Slowakei    | Interklub Bratislava      |
| 8. – 9.   | Tschechien  | TK TS Krok Hradec Kralove |
| 8. – 9.   | Ungarn      | Szilver TSE Szentes       |
| 10. – 14. | Mongolei    | Ulaan Sarnai              |
| 10. – 14. | Niederlande | Step In Time Grootebroek  |
| 10. – 14. | Polen       | ST Kadryl Bialystok       |
| 10. – 14. | Rumänien    | Floris Bistrita           |
| 10. – 14. | Slowakei    | TC Kosice                 |

Vorrunde
| Rang      | Land        | Team                       |
| --------- | ----------- | -------------------------- |
| 15.       | Niederlande | DSV Moving Action Waalwijk |
| 16.       | Belarus     | Fortuna Polotsk            |
| 17. – 19. | Belgien     | No Limits Geel             |
| 17. – 19. | Tschechien  | TK Chavaletice             |
| 17. – 19. | Ungarn      | Ritmo STE Pécs             |

Wertungsrichter
| - A) Volker Guenther, Deutschland - B) Johnny Olesen, Norwegen - C) Ludwig Wieshofer, Österreich - D) Peter Loja, Slowenien | - E) Galina Gulay, Russland - F) Andrzej Mierzwa, Polen - G) Marcel Wauters, Belgien |

### WM 2012
Die Weltmeisterschaft im Formationstanz Standard fand am 24. November 2012 unter der Chairperson Markus Sonyi in Ludwigsburg, Deutschland statt. Bewertet wurde nach dem Majoritätssystem bzw. dem Skatingsystem des WDSF.
Finale
| Rang | Land        | Team                     |
| ---- | ----------- | ------------------------ |
|      | Deutschland | Braunschweiger TSC       |
|      | Deutschland | 1. TC Ludwigsburg        |
|      | Russland    | Vera Tyumen              |
| 4.   | Belarus     | TSC Univers Minsk        |
| 5.   | Russland    | Olympia Gatchina         |
| 6.   | Niederlande | Step in Time Grootebroek |

Zwischenrunde
| Rang     | Land       | Team                   |
| -------- | ---------- | ---------------------- |
| 7.       | Rumänien   | Retro Project Bistrita |
| 8. – 11. | Ungarn     | KÖDMÖN TSE Miskolc     |
| 8. – 11. | Ungarn     | Szilver TSE            |
| 8. – 11. | Mongolei   | Khatantuul             |
| 8. – 11. | Slowakei   | Interklub Bratislava   |
| 12.      | Tschechien | TK Chvaletice          |

Vorrunde
| Rang      | Land        | Team                                 |
| --------- | ----------- | ------------------------------------ |
| 13. – 15. | Belarus     | Fortuna Polotsk                      |
| 13. – 15. | Tschechien  | TKG Hlinsko                          |
| 13. – 15. | Mongolei    | Ulaan sarnai - Red Rose, Ulaanbaatar |
| 16.       | Niederlande | DSV Old Forest Oudenbosch            |

Wertungsrichter
| - A) Peter Pfluger, Österreich - B) Jan Geerts, Belgien - C) Petr Odstrcil, Tschechien - D) Thomas Kokott, Deutschland | - E) Ron Hoorn, Niederlande - F) Zbigniew St. Zasada, Polen - G) Larisa Kuznetsova, Russland |

### WM 2013
Die Weltmeisterschaft im Formationstanz Standard fand am 28. September 2013 unter der Chairperson Manfred Ganster in Tyumen, Russland statt. Bewertet wurde nach dem Majoritätssystem bzw. dem Skatingsystem des WDSF.
Finale
| Rang | Land        | Team                      |
| ---- | ----------- | ------------------------- |
|      | Russland    | Vera Tyumen Standard Team |
|      | Deutschland | Braunschweiger TSC        |
|      | Deutschland | 1 TC Ludwigsburg          |
| 4.   | Belarus     | Univers Minsk Belarus     |
| 5.   | Niederlande | Step in Time Formation    |
| 6.   | Russland    | Olympia                   |

Vorrunde
| Rang | Land        | Team                 |
| ---- | ----------- | -------------------- |
| 7.   | Mongolei    | Khatantuul Mongolia  |
| 8.   | Slowakei    | Interklub Bratislava |
| 9.   | Niederlande | DSV Old Forest       |

Wertungsrichter
| - A) Toine Daas, Niederlande - B) Jánosi László, Ungarn - C) Thomas Kokott, Deutschland - D) Peter Loja, Slowenien | - E) Petr Odstrcil, Tschechien - F) Peter Pfluger, Österreich - G) Andrey Shamshurov, Russland |

### WM 2014
Die Weltmeisterschaft im Formationstanz Standard fand am 1. November 2014 unter der Chairperson Manfred Ganster in Braunschweig, Deutschland statt. Die Bewertung wurde nach dem neuen Bewertungssystem 2.0 (englisch Judging System 2.0) durchgeführt.
Finale
| Rang | Land        | Team                      | Punkte |
| ---- | ----------- | ------------------------- | ------ |
|      | Deutschland | Braunschweiger TSC        | 38,786 |
|      | Russland    | Vera Tyumen Standard Team | 38,214 |
|      | Deutschland | 1. TC Ludwigsburg         | 35,943 |
| 4.   | Polen       | LOTOS-Jantar              | 34,486 |
| 5.   | Belarus     | Univers Minsk Belarus     | 32,700 |
| 6.   | Russland    | Olympia                   | 31,329 |

Zwischenrunde
| Rang | Land        | Team                   | Punkte |
| ---- | ----------- | ---------------------- | ------ |
| 7.   | Niederlande | DSV Dance Impression   | 30,186 |
| 8.   | Niederlande | Step in Time Formation | 29,614 |
| 9.   | Ungarn      | Szilver TSE            | 28,700 |
| 10.  | Polen       | KADRYL - Bialystok     | 28,371 |
| 11.  | Mongolei    | Khatantuul Mongolia    | 28,257 |
| 12.  | Rumänien    | Rock The World         | 26,929 |

Vorrunde
| Rang | Land       | Team                          | Punkte |
| ---- | ---------- | ----------------------------- | ------ |
| 13.  | Slowakei   | Interklub Bratislava          | 26,657 |
| 14.  | Tschechien | TK Chvaletice                 | 26,614 |
| 15.  | Tschechien | TK TS Krok Hradoc Kralove     | 25,686 |
| 16.  | Belarus    | Fortuna-Polotsk               | 23,229 |
| 17.  | Rumänien   | Dance Club Floris Bistrita II | 22,500 |
| 18.  | Ungarn     | Forma TSE                     | 21,886 |

Wertungsrichter
| - A) Martin Holderbaum, Deutschland - B) Natalia Galperina, Russland - C) Andrzej Mierzwa, Polen - D) Walter Bonte, Niederlande | - E) Jan Geerts, Belgien - F) Artur Varnacov, Moldau - G) Rostislav Filgas, Tschechien - H) Andrei Kononenko, Belarus | - I) Ludwig Wieshofer, Österreich - J) Martynas Kura, Litauen - K) Vincent Mengual, Spanien - L) Johnny Olesen, Norwegen |

### WM 2015
Die Weltmeisterschaft im Formationstanz Standard fand am 28. November 2015 unter der Chairperson Manfred Ganster in Ludwigsburg, Deutschland statt. Die Bewertung wurde nach dem neuen Bewertungssystem 2.0 (englisch Judging System 2.0) durchgeführt.
Finale
| Rang | Land        | Team                      | Punkte |
| ---- | ----------- | ------------------------- | ------ |
|      | Deutschland | 1 TC Ludwigsburg          | 37,414 |
|      | Russland    | Vera Tyumen Standard Team | 37,200 |
|      | Deutschland | Braunschweiger TSC        | 34,343 |
| 4.   | Russland    | Triumph Ufa               | 33,643 |
| 5.   | Belarus     | Univers Minsk Belarus     | 32,843 |
| 6.   | Niederlande | DSV Dance Impression      | 32,200 |

Zwischenrunde
| Rang | Land       | Team                          | Punkte |
| ---- | ---------- | ----------------------------- | ------ |
| 7.   | Ungarn     | Szilver TSE                   | 29,257 |
| 8.   | Mongolei   | Khatantuul Mongolia           | 28,043 |
| 9.   | Tschechien | TK Chvaletice                 | 26,457 |
| 10.  | Tschechien | TK TS Starlet Brno            | 25,200 |
| 11.  | Mongolei   | ULAAN SARNAI                  | 25,057 |
| 12.  | Rumänien   | Dance Club Floris Bistrita II | 22,443 |

Vorrunde
| Rang | Land        | Team            | Punkte |
| ---- | ----------- | --------------- | ------ |
| 13.  | Niederlande | DSV D-sync'd    | 18,443 |
| 14.  | Ungarn      | Forma TSE       | 17,543 |
| 15.  | Belarus     | Fortuna-Polotsk | 17,357 |

Wertungsrichter
| - A) Lilija Bernataviciene, Litauen - B) Natalia Galperina, Russland - C) Marcel Gebert, Tschechien - D) Michael Herdlitzka, Österreich | - E) Emma Lopez, Spanien - F) Monique De Maesschalck-Dom, Belgien - G) Raisa Portarescu, Moldau - H) Ronald Straatman, Niederlande | - I) Drago Sulek, Slowenien - J) Werner Weigold, Deutschland - K) Claus Wodstrup, Schweden - L) Robert Wota, Polen |

### WM 2016
Die Weltmeisterschaft im Formationstanz Standard fand am 4. Dezember 2016 unter der Chairperson Manfred Ganster in Pécs, Ungarn statt. Die Bewertung wurde nach dem neuen Bewertungssystem 2.0 (englisch Judging System 2.0) durchgeführt.
Finale
| Rang | Land        | Team                                       | Punkte |
| ---- | ----------- | ------------------------------------------ | ------ |
|      | Russland    | Vera Tyumen Standard Team                  | 36,357 |
|      | Deutschland | Braunschweiger TSC                         | 33,657 |
|      | Niederlande | DSV Dance Impression                       | 31,843 |
| 4.   | Ungarn      | Szilver TSE                                | 31,421 |
| 5.   | Deutschland | TSC Schwarz-Gold im ASC von 1846 Göttingen | 31,243 |
| 6.   | Russland    | Olympia                                    | 30,757 |

Zwischenrunde
| Rang | Land       | Team                             | Punkte |
| ---- | ---------- | -------------------------------- | ------ |
| 7.   | Ungarn     | Adria-Szigo KTSE                 | 29,300 |
| 8.   | Tschechien | TK Chvaletice                    | 26,459 |
| 9.   | Tschechien | TK TS Starlet Brno               | 25,615 |
| 10.  | Österreich | TSC Schwarz Gold A-Team Standard | 22,204 |

Vorrunde
| Rang | Land     | Team                          | Punkte |
| ---- | -------- | ----------------------------- | ------ |
| 11.  | Slowakei | Interklub Bratislava          | 19,590 |
| 12.  | Belarus  | Elegiya - Zhlobin             | 17,986 |
| 13.  | Rumänien | Dance Club Floris Bistrita II | 17,086 |

Wertungsrichter
| - A) Markus Sonyi, Deutschland - B) Peter Pfluger, Österreich - C) Monique De Maesschalck-Dom, Belgien - D) Jaroslav Krticka, Tschechien | - E) Rimanyi Judit, Ungarn - F) Johnny Olesen, Norwegen - G) Vladimiras Fedosovas, Litauen - H) Hubert De Maesschalck, Belgien | - I) Jeffrey Van Meerkerk, Niederlande - J) Andrzej Mierzwa, Polen - K) Marko Vodnik, Slowenien - L) Eduard Slimak, Slowakei |

### WM 2017
Die Weltmeisterschaft im Formationstanz Standard fand am 25. November 2017 in Braunschweig statt. Austragungsort war die Volkswagen Halle.
Finale
| Rang | Land        | Team                        | Punkte |
| ---- | ----------- | --------------------------- | ------ |
|      | Russland    | Vera Tyumen Standard Team   | 35,292 |
|      | Deutschland | Braunschweiger TSC          | 35,158 |
|      | Deutschland | 1. TC Ludwigsburg           | 34,625 |
| 4.   | Russland    | Triumph UFA                 | 33,175 |
| 5.   | Niederlande | DSV Dance Impression        | 32,758 |
| 6.   | Ungarn      | Szilver Táncsport Egyesület | 32,596 |

Zwischenrunde
| Rang   | Land       | Team                   | Punkte |
| ------ | ---------- | ---------------------- | ------ |
| 7.     | Belarus    | Univers Minsk Belarus  | 31,192 |
| 8.     | Slowakei   | Interklub Bratislava   | 28,025 |
| 9.–10. | Österreich | TSK Wienerwald Mödling | 27,892 |
| 9.–10. | Polen      | Kadryl Bialystok       | 27,892 |
| 11.    | Tschechien | TK Chaletice           | 27,158 |
| 12.    | Mongolei   | Khatantuul Mongolia    | 26,733 |

Vorrunde
| Rang | Land        | Team               | Punkte |
| ---- | ----------- | ------------------ | ------ |
| 13.  | Ungarn      | Adria-Szigó KTSE   | 24,538 |
| 14.  | Tschechien  | TK TŠ Starlet Brno | 24,350 |
| 15.  | Belarus     | Elegiya - Zhlobin  | 23,017 |
| 16.  | Niederlande | DSV D-sync’d       | 22,730 |
| 17.  | Österreich  | TSC Schwarz-Gold   | 21,550 |
| 18.  | Belgien     | Libalforte         | 18,414 |

Wertungsrichter
| - A) Wolfgang Dietachmayr, Österreich - B) Mikhail Pavlinov, Belarus - C) Johnny Lekens, Belgien - D) Marcel Gebert, Tschechien | - E) Martin Holderbaum, Deutschland - F) Martynas Kura, Litauen - G) Artur Varnacov, Moldau - H) Peter Pastorek, Slowakei | - I) Andrej Novotny, Slowenien - J) Claus Wodstrup, Schweden - K) Evgeny Imrekov, Russland - L) Els Zwijsen-Gevaert, Niederlande |

### WM 2018
Die Weltmeisterschaft im Formationstanz Standard fand am 24. November 2018 in Pécs statt.
Finale
| Rang | Land        | Team                      | Punkte |
| ---- | ----------- | ------------------------- | ------ |
|      | Russland    | Very Tyumen Standard Team | 36,334 |
|      | Russland    | Triumph Ufa               | 34,933 |
|      | Deutschland | Braunschweiger TSC        | 34,916 |
| 4.   | Deutschland | 1. TC Ludwigsburg         | 34,667 |
| 5.   | Ungarn      | Szilver TSE               | 33,217 |
| 6.   | Ungarn      | Adria-Szigo KTSE          | 30,505 |

Zwischenrunde
| Rang | Land       | Team                  | Punkte |
| ---- | ---------- | --------------------- | ------ |
| 7.   | Belarus    | Univers Minsk Belarus | 32,896 |
| 8.   | Mongolei   | Khatantuul Mongolia   | 31,313 |
| 9.   | Tschechien | TK Chvaletice         | 31,033 |
| 10.  | Slowakei   | Interklub Bratislava  | 30,734 |
| 11.  | Tschechien | TK TŠ Starlet Brno    | 30,109 |
| 12.  | Polen      | Kadryl - Bialystok    | 29,916 |

Vorrunde
| Rang | Land       | Team              | Punkte |
| ---- | ---------- | ----------------- | ------ |
| 13.  | Belarus    | Elegiya - Zhlobin | 27,083 |
| 14.  | Österreich | TSC Schwarz-Gold  | 26,042 |
| 15.  | Polen      | Fantan - Krasnik  | 25,334 |

Wertungsrichter
| - A) Jan Geerts, Belgien - B) Szucs Simon, Ungarn - C) Lubos Novotny, Tschechien - D) Heidi Goetz, Österreich | - E) Eduard Slimak, Slowakei - F) Galina Smirnova, Polen - G) Markus Sonyi, Deutschland - H) Nataliya Budkar, Russland | - I) Svetlana Gozun, Moldau - J) Daiva Dackeviciene, Litauen - K) Liudmila Tsylents-Chojnacka, Belarus - L) Johnny Olesen, Norwegen |

### WM 2019
Die Weltmeisterschaft im Formationstanz Standard fand am 7. September 2019 in Moskau, Russland, – zusammen mit der Weltmeisterschaft Latein im Einzeltanzen – statt.
Finale
| Rang | Land        | Team                                       | Punkte |
| ---- | ----------- | ------------------------------------------ | ------ |
|      | Russland    | Vera Tyumen                                | 36,958 |
|      | Russland    | Duet Perm                                  | 36,450 |
|      | Deutschland | TSC Schwarz-Gold im ASC von 1846 Göttingen | 34,792 |
| 4.   | Deutschland | Braunschweiger TSC                         | 34,708 |
| 5.   | Tschechien  | Danza Brno                                 | 31,233 |
| 6.   | Niederlande | DSV Sway of Life                           | 30,259 |

Vorrunde
| Rang | Land       | Team                         | Punkte |
| ---- | ---------- | ---------------------------- | ------ |
| 7.   | Belarus    | Elegiya – Zhlobin            | 29,708 |
| 8.   | Mongolei   | Master Dance                 | 29,134 |
| 9.   | Österreich | TSK Juventus Wien            | 28,916 |
| 10.  | Tschechien | Taneční Formace Starlet Brno | 28,417 |
| 11.  | Mongolei   | Khatantuul Mongolia          | 27,500 |
| 12.  | Österreich | TSC Schwarz Gold             | 27,109 |

Wertungsrichter
| - M) Erling Langset, Norwegen - N) Dzmitry Bialiauski, Belarus - O) Marija Lazarevic, Serbien - P) Rimanyi Judit, Ungarn | - Q) Cecilia Lazar, Schweden - R) Antoni Czyzyk, Polen - S) Artur Varnacov, Moldau - T) Piet Rullens, Niederlande | - U) Irina Selivanova, Russland - V) Hans-Juergen Burger, Deutschland - W) Genadijus Gunko, Litauen - X) Jana Novotna, Tschechien |

### WM 2020
Die Weltmeisterschaft im Formationstanz Standard sollte am 5. Dezember 2020 in Braunschweig stattfinden. Aufgrund der Einschränkungen im Zusammenhang mit der COVID-19-Pandemie in Bezug auf mögliche Einreisebeschränkungen von Mannschaften aus dem Ausland, der teilweise nicht möglichen Umsetzung eines Hygienekonzeptes und der durch die geltenden Abstandsregeln erheblich verminderten Zuschauerkapazität der Volkswagen-Halle als Veranstaltungsort wurde die Weltmeisterschaft abgesagt.

### WM 2021
Die Weltmeisterschaft im Formationstanz Standard war für den 4. Dezember 2021 in Braunschweig, Deutschland, geplant. Aufgrund der in der Woche vor dem geplanten Veranstaltungstermin verschärften Beschränkungen im Zusammenhang mit der COVID-19-Pandemie musste die Weltmeisterschaft abgesagt werden.

### WM 2022
Die Weltmeisterschaft im Formationstanz Standard fand am 15. Oktober 2022 in Braunschweig – zusammen mit der Weltmeisterschaft im Formationstanz Latein – statt.
Finale
| Rang | Land        | Team                                       | Punkte |
| ---- | ----------- | ------------------------------------------ | ------ |
|      | Deutschland | Braunschweiger TSC                         | 35,688 |
|      | Deutschland | TSC Schwarz-Gold im ASC von 1846 Göttingen | 35,300 |
|      | Österreich  | TSK Juventus Wien                          | 33,250 |
| 4.   | Polen       | Jantar Elbląg                              | 33,125 |
| 5.   | Niederlande | DSV Sway of Life                           | 32,825 |
| 6.   | Österreich  | TSC Schwarz Gold                           | 32,550 |

Zwischenrunde
| Rang  | Land       | Team                         | Punkte |
| ----- | ---------- | ---------------------------- | ------ |
| 7.    | Slowakei   | Interklub Bratislava         | 31,700 |
| 8.–9. | Tschechien | Danza Brno                   | 31,550 |
| 8.–9. | Mongolei   | Khatantuul Mongolia          | 31,550 |
| 10.   | Tschechien | Taneční Formace Starlet Brno | 30,538 |

Vorrunde
| Rang | Land        | Team                      | Punkte |
| ---- | ----------- | ------------------------- | ------ |
| 11.  | Niederlande | DSV Sway of Life (B Team) | 28,300 |
| 12.  | Ungarn      | Ködmön TSE                | 26,800 |
| 13.  | Ungarn      | Forma TSE - latin         | 25,050 |
| 14.  | Tschechien  | Libalforte                | 24,700 |
| 15.  | Polen       | FANTAN Krasnik            | 22,667 |

Wertungsrichter
| - A) Ludwig Wieshofer, Österreich - C) Dalia Vaiksnoriene, Litauen - D) Petr Odstrcil, Tschechien | - F) Irena Bous, Ukraine - G) Gert Rickhoff, Niederlande - H) Artur Varnacov, Moldau | - I) Marija Lazarevic, Serbien - J) Meta Zagorc, Slowenien - K) Elzbieta Majewska, Polen - L) Wilfied Scheible, Deutschland |

### WM 2024
Die Weltmeisterschaft im Formationstanz Standard fand am 8. Dezember 2024 in Schwechat bei Wien, Österreich – zusammen mit der Weltmeisterschaft im Formationstanz Latein – statt.

Finale
| Rang | Land        | Team                             | Punkte |
| ---- | ----------- | -------------------------------- | ------ |
|      | Deutschland | 1 TC Ludwigsburg                 | 36,538 |
|      | Deutschland | Braunschweiger TSC               | 36,300 |
|      | Niederlande | DSV Sway of Life (A Team)        | 33,564 |
| 4.   | Österreich  | TSC Schwarz Gold A-Team Standard | 33,350 |
| 5.   | Polen       | Jantar - Elblag                  | 32,775 |
| 6.   | Tschechien  | Taneční formace Starlet Brno     | 32,251 |

Zwischenrunde
| Rang | Land        | Team                             | Punkte |
| ---- | ----------- | -------------------------------- | ------ |
| 1.   | Deutschland | 1 TC Ludwigsburg                 | 35,100 |
| 2.   | Deutschland | Braunschweiger TSC               | 34,650 |
| 3.   | Niederlande | DSV Sway of Life (A Team)        | 32,113 |
| 4.   | Polen       | Jantar - Elblag                  | 31,525 |
| 5.   | Österreich  | TSC Schwarz Gold A-Team Standard | 31,038 |
| 6.   | Tschechien  | Taneční formace Starlet Brno     | 30,975 |
| 7.   | Tschechien  | Danza Brno                       | 30,500 |
| 8.   | Slowakei    | Interklub Bratislava             | 29,463 |
| 9.   | Österreich  | TSK Apollo-Mödling               | 29,300 |
| 10.  | Ungarn      | Lorigo TSE "A"                   | 27,325 |
| 11.  | Niederlande | DSV Sway of Life (B Team)        | 26,600 |
| 12.  | Ungarn      | Sárréti TSE                      | 24,400 |

Vorrunde
| Rang | Land        | Team                             | Punkte |
| ---- | ----------- | -------------------------------- | ------ |
| 1.   | Deutschland | 1 TC Ludwigsburg                 | 35,500 |
| 2.   | Deutschland | Braunschweiger TSC               | 35,050 |
| 3.   | Niederlande | DSV Sway of Life (A Team)        | 33,050 |
| 4.   | Österreich  | TSC Schwarz Gold A-Team Standard | 32,350 |
| 5.   | Tschechien  | Taneční formace Starlet Brno     | 32,150 |
| 6.   | Tschechien  | Danza Brno                       | 31,650 |
| 7.   | Polen       | Jantar - Elblag                  | 31,600 |
| 8.   | Österreich  | TSK Apollo-Mödling               | 30,250 |
| 9.   | Slowakei    | Interklub Bratislava             | 30,200 |
| 10.  | Ungarn      | Lorigo TSE "A"                   | 28,650 |
| 11.  | Niederlande | DSV Sway of Life (B Team)        | 28,250 |
| 12.  | Ungarn      | Sárréti TSE                      | 25,050 |

Wertungsrichter
| - A) Petr Odstrcil, Tschechien - B) Gert Rickhoff, Niederlande - C) Kuzma Peter, Ungarn - D) Johnny Lekens, Belgien | - E) Agnieszka Dabkowska, Polen - F) Elena Gozun, Moldau - G) Hans-Juergen Burger, Deutschland | - H) Milan Placko, Slowakei - J) Ingrid Fussek, Österreich - K) Liudmila Bankauskiene, Litauen |

## Medaillenspiegel
Stand: 12. November 2022
| Rang | Land            | Goldmedaille | Silbermedaille | Gesamt |
| ---- | --------------- | ------------ | -------------- | ------ |
| 1    | Deutschland (a) | 32           | 31             | 63     |
| 2    | Russland        | 6            | 7              | 13     |
| 3    | Moldau          | 5            | 5              | 10     |
| 4    | Polen           | 2            | 1              | 3      |
| 5    | Niederlande     | -            | 1              | 1      |

Anmerkungen:

## Erfolgreichste Medaillengewinner
Stand: 12. November 2022
| Platz | Team                                       | Land            | Goldmedaille | Silbermedaille | Gesamt |
| ----- | ------------------------------------------ | --------------- | ------------ | -------------- | ------ |
| 1     | Braunschweiger TSC                         | Deutschland (a) | 11           | 14             | 25     |
| 2     | 1. TC Ludwigsburg                          | Deutschland     | 11           | 8              | 19     |
| 3     | Vera Tyumen                                | Russland        | 6            | 5              | 11     |
| 4     | DSC Kodryanka Kishinev                     | Moldau          | 5            | 5              | 10     |
| 5     | TF Weiß-Blau Düsseldorf                    | Deutschland     | 4            | 1              | 5      |
| 6     | TD Rot-Weiß Düsseldorf                     | Deutschland     | 3            | 4              | 7      |
| 7     | Jantar Elbląg                              | Polen           | 2            | 1              | 3      |
| 8     | TTC Harburg                                | Deutschland     | 2            | -              | 2      |
| 9     | TC Allround Berlin                         | Deutschland     | 1            | 1              | 2      |
| 10    | Saltatio Hamburg                           | Deutschland     | -            | 2              | 2      |
| 11    | Vida Formation Doetinchem                  | Niederlande     | -            | 1              | 1      |
| 12    | Triumph Ufa                                | Russland        | -            | 1              | 1      |
| 13    | Duet Perm                                  | Russland        | -            | 1              | 1      |
| 14    | TSC Schwarz-Gold im ASC von 1846 Göttingen | Deutschland     | -            | 1              | 1      |

Anmerkungen:

### Videos
- Vera Tyumen, WM 2016 (1. Platz)
- 1. TC Ludwigsburg, WM 2015 (1. Platz)
- Jantar Elbląg, WM 2011 (2. Platz)